# Aclypea souverbii
Aclypea souverbii es una especie de escarabajo del género Aclypea, familia Silphidae. Fue descrita científicamente por Fairmaire en 1848.
Se distribuye por Chequia, Rumania y Eslovaquia. La especie suele habitar en zonas y áreas montañosas.